# Negar-e Bālā
Negar-e Bālā (persiska: نِگَرِ عُليا, نووارِ بالا, نِگَر, نيگَر, نگر بالا) är en ort i Iran.   Den ligger i provinsen Hormozgan, i den sydöstra delen av landet, 1 200 km sydost om huvudstaden Teheran. Negar-e Bālā ligger 19 meter över havet och antalet invånare är 249.
Terrängen runt Negar-e Bālā är kuperad åt nordost, men åt sydväst är den platt.  Närmaste större samhälle är Jāsk-e Kohneh, 18,5 km sydost om Negar-e Bālā. Trakten runt Negar-e Bālā är ofruktbar med lite eller ingen växtlighet.